# Herb gminy Rokitno
Herb gminy Rokitno – symbol gminy Rokitno, ustanowiony 20 marca 1998.

## Wygląd i symbolika
Herb przedstawia na tarczy w polu czerwonym czarną wierzbę z konarami i zielonymi liśćmi, a nad konarami srebrny krzyż katolicki. Drzewo nawiązuje do wierzby rokity, od której pochodzi nazwa gminy, a krzyż do Błogosławionych Męczenników Podlaskich z Pratulina.